# Archivo Intermedio de la Generalidad Valenciana
El Archivo Intermedio de Generalidad Valenciana (también conocido por sus siglas AIG) es un archivo público autonómico situado en Ribarroja del Turia (Comunidad Valenciana).
Fue creado el 27 de abril de 2018. Forma parte del Sistema Archivístico Valenciano y es el archivo donde se organiza, conserva y custodia la documentación generada por la Administración de la Generalidad Valenciana (GVA) en su penúltima fase del ciclo de vida documental, es decir, antes de ser eliminada o transferida definitivamente al archivo histórico.
Depende funcionalmente de la consejería competente en materia de cultura y orgánicamente de la consejería competente en materia de hacienda.

## Historia
El antecedente del Archivo Intermedio es el Archivo Central de la Generalidad Valenciana creado el 21 de mayo de 1984. El establecimiento de este centro fue propiciado, entre otros, por aumento considerable de la producción documental generada por los distintos departamentos de la GVA en el nuevo contexto del Estado de las autonomías, además, la aprobación del Estatuto de Autonomía de la Comunidad Valenciana,conllevó que las competencias en materias relativas a archivos, que no fueran de titularidad estatal, pasaran a ser asumidas por la Generalidad Valenciana.
La misión del Archivo Central de la Generalidad Valenciana era “recoger, conservar y disponer para su utilización futura, los fondos documentales de la Generalidad Valenciana, cualquiera que fuera su soporte y forma de prestación” y a él se debía remitir la totalidad de la documentación producida por la Generalidad que no fuera necesaria para la tramitación de los asuntos y que careciera de vigencia administrativa.
Este hecho evidenciaba la no separación de competencias con respecto al ciclo de vida documental y el Archivo Central asumía el papel de archivo central, intermedio e histórico, agravando así los problemas de espacio y de gestión de la documentación.
En 2005, con la aprobación de la Ley de Archivos de la Comunitat Valenciana, se deroga el Decreto 57/1984, y el Archivo Central de la GV pasa a llamarse Archivo Histórico de la Comunidad Valenciana. El término central se reserva para la designación de los respectivos archivos centrales de las consejería. Por lo que respecta a la documentación en fase semiactiva continuaría siendo depositada en el Archivo Histórico, ya que no existía aún sede física para el Archivo Intermedio.
La construcción de los edificios del complejo donde se instalaría el Archivo Intermedio de la Generalidad comenzó en 2004 (Fase I) y 2006 (Fase II), pero no fue hasta el 2017 cuando se puso en marcha el Servicio de Administración del Complejo Logístico y de Archivo de la Generalidad.
Con la publicación del Decreto 50/2018, de 27 de abril, del Consejo, por el que se regula la gestión documental, la organización y el funcionamiento de los archivos de la Generalidad, se creó finalmente el Archivo Intermedio de Generalidad Valenciana. En dicha disposición se define el AIG, se especifica la estructura mínima de personal con la que debe contar, los requisitos que deben cumplir sus instalaciones para la correcta conservación, sus funciones, las pautas de conservación de la documentación y las pautas a seguir para la transferencia documental.
Hasta mediados de 2019 no se incorporó la plantilla completa de personal y, a finales de ese mismo año, el Archivo Intermedio de la Generalidad recibió las primeras transferencias procedentes de algunos de los archivos centrales de las consejerías de la Generalidad Valenciana.
El 19 de febrero de 2021 con la aprobación del Decreto 30/2021 se crea la Comisión Interdepartamental de Coordinación del Complejo Logístico y Archivo Intermedio de la Generalidad. Dicha comisión nace con el objetivo de impulsar la coordinación y el apoyo necesarios por parte de Presidencia y el resto de departamentos que conforman la Administración de la Generalidad, como depositarios reales o potenciales de documentación en el Archivo Intermedio y para la correcta utilización y optimización de los espacios de depósito en este centro.

## Edificio

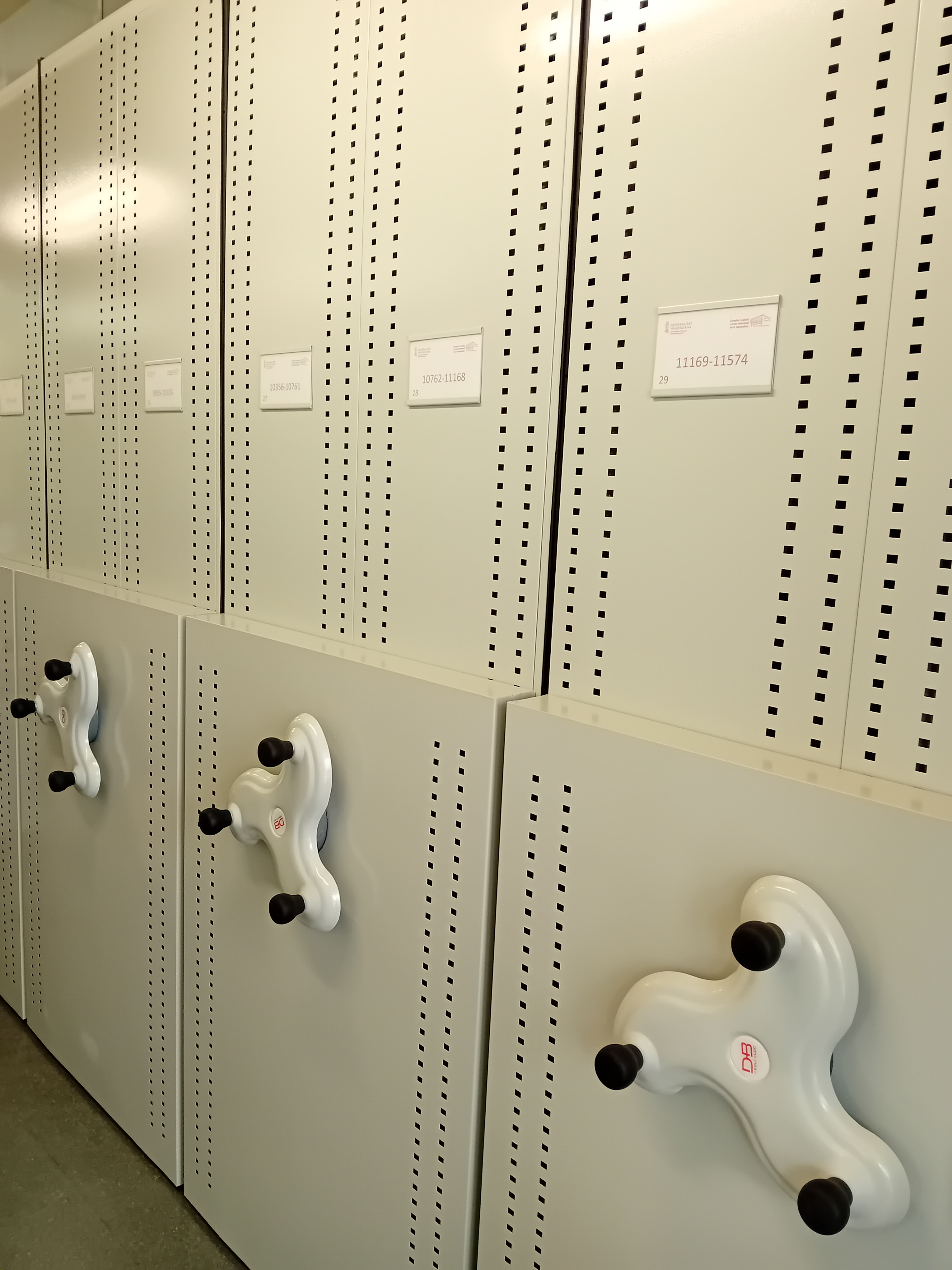
Armarios compactos manuales del AIG

El edificio sede del AIG empezó a construirse el 19 de octubre de 2004 y se ubica dentro del espacio destinado al Complejo Logístico y de Archivo de la Generalidad Valenciana en Ribarroja del Turia (provincia de Valencia). Este espacio está formado por dos edificios (Fase I y Fase II) comunicados entre sí por un sótano.
Fase I ocupa 18.512 m² y en ella se encuentran los despachos de dirección y la sala de reuniones.
Fase II cuenta con una superficie total construida de 16.638,37 m² distribuidos en 3 plantas. En esta zona se ubican los depósitos, despachos del personal de archivo, muelle de carga, rampa para camionetas y montacargas.
Cada uno de los depósitos cuenta con una superficie de 270 m² y una capacidad de 23.000 cajas. La capacidad total del edificio es de 108.000 metros lineales de documentación instalada en armarios compactos.
En la actualidad estos edificios están compartidos con otros servicios de Generalidad Valenciana restando espacio de almacenamiento al Archivo Intermedio. De los 42 depósitos existentes en el Complejo sólo 2 están asignados al AIG. Por este motivo, está prevista la construcción de dos edificios nuevos dentro del complejo (Fase III y IV) y uno de ellos se destinará a depósitos de los archivos centrales de todas las consejerías y al Archivo Intermedio de Generalidad Valenciana.

## Características
El AIG recibe, a través de transferencias, la documentación que se encuentra en fase semiactiva (documentos con valores primarios o secundarios que son consultados de forma esporádica) de los archivos periféricos y centrales de las consejerías de la Generalidad Valenciana.
Como norma general, dicha documentación debe tener una antigüedad mínima de 15 años y se conserva en el AIG hasta que tiene una antigüedad máxima de 30 años aproximadamente, momento en el que tras el dictamen de la Junta Calificadora de Documentos Administrativos es eliminada o transferida al Archivo Histórico de la Generalidad para su conservación permanente por haber adquirido valor histórico.
La documentación custodiada en el Archivo Intermedio de Generalidad puede ser consultada por las oficinas de gestión y por la ciudadanía, pero sólo puede salir del edificio cuando sea reclamada para fines administrativos o judiciales y siempre previa autorización.

## Funciones
Las funciones del Archivo Intermedio están recogidas en el artículo 20 del Decreto 50/2018. Entre ellas destacan la conservación, custodia, organización y descripción de la documentación depositada, la coordinación y gestión de las transferencias tanto recibidas como realizadas por éste al Archivo Histórico de GVA y la eliminación de la documentación original que la Junta Calificadora de Documentos Administrativos haya dictaminado que no es de conservación permanente.

## Fondos

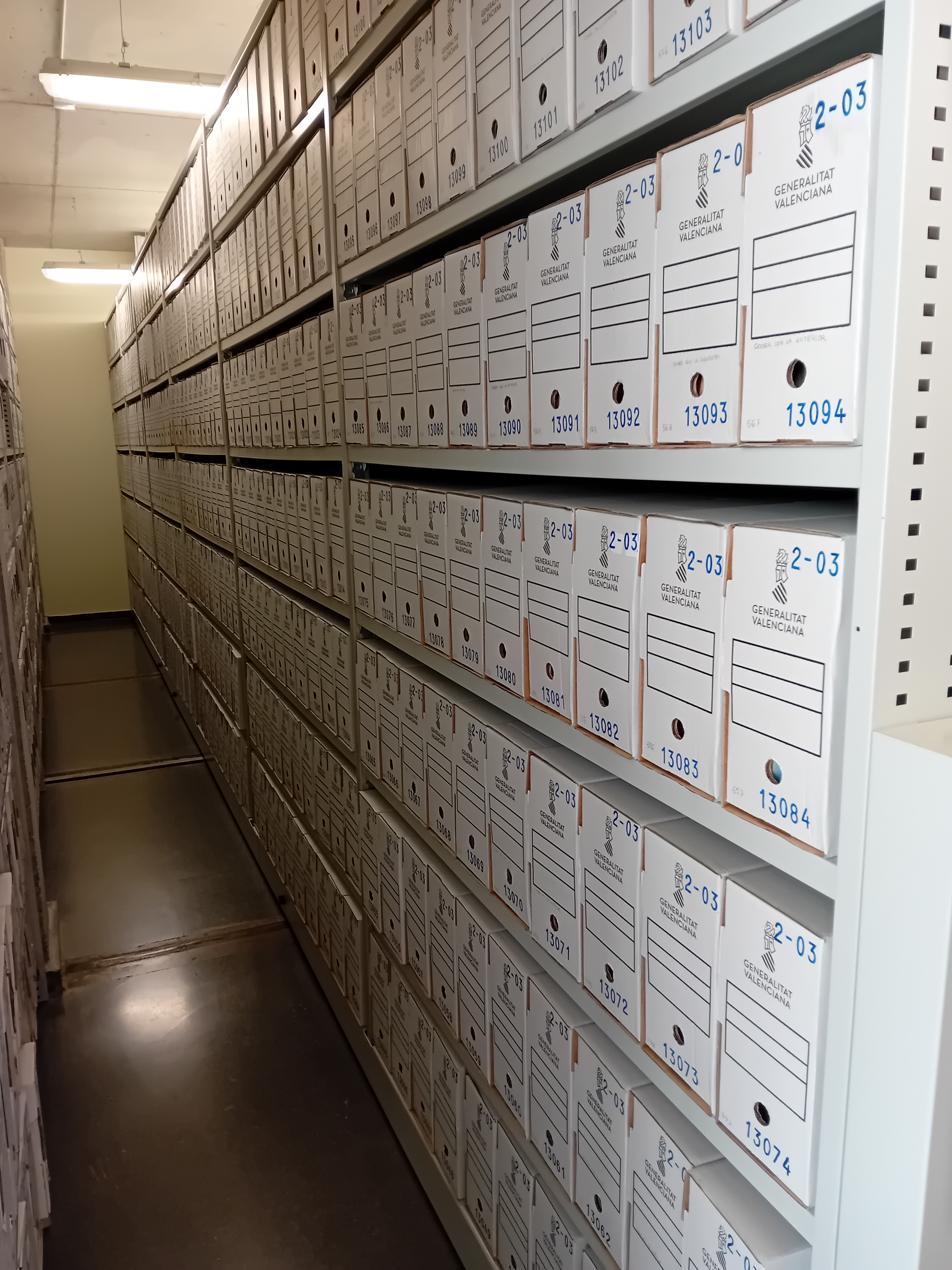
Interior del depósito del Archivo Intermedio de Generalidad

Actualmente en el Archivo Intermedio de la Generalidad Valenciana se halla instalada documentación procedente de los archivos centrales de las siguientes consejerías y organismos del sector público instrumental actuales o extintos:
- Hacienda
- Economía
- Industria
- Trabajo
- Cultura
- Educación

- Labora
- RTVV (Radiotelevisión Valenciana – Canal 9)

## Servicios
- Consulta (interna o externa con cita previa)
- Préstamo (sólo a las unidades de gestión que han producido la documentación solicitada o con autorización previa a otros órganos competentes para fines administrativos o judiciales)
- Reprografía (según los términos que establece la legislación vigente)